# مائير مزوز
مائير مزوز (بالعبرية: מאיר ניסים מאזוז) من مواليد 27 مارس 1945، أحد كبار حاخامات اليهود الشرقيين «الحريديم» وهو يهودي إسرائيلي من أصل تونسي من السفارديم. كان عميد مدرسة «كيس رحيم»، وهو نجل الحاخام والقاضي التونسي الحاخام «ماتزليا مزوز» (1912 - 1971). أصله من مدينة جربة التونسية. اعتبر مزوز زعيمًا روحانيًا لليهود التونسيون.

## فتوى دخول اليهود الشرقيين للمسجد الأقصى
عرف مزوز بإجازته دخول اليهود لمناطق معينة من المسجد الأقصى أو كما يسمه الحاخام المذكور بجبل الهيكل.